# Gábor Szabó
Gábor Péter Szabó (14 ottobre 1902 – 26 febbraio 1950) è stato un calciatore ungherese, di ruolo attaccante.

## Statistiche

### Cronologia presenze e reti in Nazionale
| Cronologia completa delle presenze e delle reti in nazionale ― Ungheria | Cronologia completa delle presenze e delle reti in nazionale ― Ungheria | Cronologia completa delle presenze e delle reti in nazionale ― Ungheria | Cronologia completa delle presenze e delle reti in nazionale ― Ungheria | Cronologia completa delle presenze e delle reti in nazionale ― Ungheria | Cronologia completa delle presenze e delle reti in nazionale ― Ungheria | Cronologia completa delle presenze e delle reti in nazionale ― Ungheria | Cronologia completa delle presenze e delle reti in nazionale ― Ungheria |
| Data                                                                    | Città                                                                   | In casa                                                                 | Risultato                                                               | Ospiti                                                                  | Competizione                                                            | Reti                                                                    | Note                                                                    |
| ----------------------------------------------------------------------- | ----------------------------------------------------------------------- | ----------------------------------------------------------------------- | ----------------------------------------------------------------------- | ----------------------------------------------------------------------- | ----------------------------------------------------------------------- | ----------------------------------------------------------------------- | ----------------------------------------------------------------------- |
| 06/06/1926                                                              | Budapest                                                                | Ungheria                                                                | 2 – 1                                                                   | Cecoslovacchia                                                          | Amichevole                                                              | -                                                                       | 27’                                                                     |
| 10/04/1927                                                              | Budapest                                                                | Ungheria                                                                | 3 – 0                                                                   | Jugoslavia                                                              | Amichevole                                                              | 1                                                                       |                                                                         |
| 25/09/1927                                                              | Zagabria                                                                | Jugoslavia                                                              | 5 – 1                                                                   | Ungheria                                                                | Amichevole                                                              | -                                                                       |                                                                         |
| 25/03/1928                                                              | Budapest                                                                | Ungheria                                                                | 2 – 1                                                                   | Jugoslavia                                                              | Amichevole                                                              | -                                                                       |                                                                         |
| 13/04/1930                                                              | Basilea                                                                 | Svizzera                                                                | 2 – 2                                                                   | Ungheria                                                                | Amichevole                                                              | -                                                                       |                                                                         |
| 22/03/1931                                                              | Praga                                                                   | Cecoslovacchia                                                          | 3 – 3                                                                   | Ungheria                                                                | Coppa Internazionale 1931-1932                                          | -                                                                       |                                                                         |
| 12/04/1931                                                              | Budapest                                                                | Ungheria                                                                | 6 – 2                                                                   | Svizzera                                                                | Coppa Internazionale 1931-1932                                          | 1                                                                       |                                                                         |
| 04/10/1931                                                              | Budapest                                                                | Ungheria                                                                | 2 – 2                                                                   | Austria                                                                 | Coppa Internazionale 1931-1932                                          | 1                                                                       |                                                                         |
| 25/03/1934                                                              | Sofia                                                                   | Bulgaria                                                                | 1 – 4                                                                   | Ungheria                                                                | Qual. Mondiali 1934                                                     | 1                                                                       |                                                                         |
| 29/04/1934                                                              | Budapest                                                                | Ungheria                                                                | 4 – 1                                                                   | Bulgaria                                                                | Qual. Mondiali 1934                                                     | 2                                                                       |                                                                         |
| 27/05/1934                                                              | Napoli                                                                  | Ungheria                                                                | 4 – 2                                                                   | Egitto                                                                  | Mondiali 1934 - Ottavi                                                  | -                                                                       |                                                                         |
| Totale                                                                  |                                                                         | Presenze                                                                | 11                                                                      |                                                                         | Reti                                                                    | 6                                                                       |                                                                         |

## Palmarès

### Giocatore

#### Competizioni nazionali
- Campionato ungherese: 3

Újpest: 1929-1930, 1930-1931, 1932-1933

#### Competizioni internazionali
- Coppa dell'Europa Centrale: 1

Újpesti FC: 1929
- Coupe des Nations: 1

Újpest: 1930